# Manuel Pedregal Luege
Manuel Pedregal y Luege (Villaviciosa, Asturias; 20 de octubre de 1875- Madrid, 13 de abril de 1936) fue un juez y magistrado español. Murió en Madrid víctima de un atentado terrorista achacado a pistoleros de Falange Española de las JONS.

## Trayectoria
Estudió en la Universidad de Oviedo. Inició su carrera judicial en la Audiencia de Badajoz, después ejerció como juez en Pola de Laviana, Belmonte, Castropol, Ledesma y Gijón. Fue ascendido a magistrado y sirvió en las audiencias de Santander, Palencia —de la que después fue fiscal— y Valladolid.
Presidente de Sala de la Audiencia provincial de Valladolid, el 10 de julio de 1931 es nombrado magistrado de la Audiencia Provincial de Madrid por jubilación de Julio de Torres y Gisbert. Tras el atentado al diputado socialista Luis Jiménez de Asúa, perpetrado el 12 de marzo de 1936, estuvo al frente de la instrucción judicial. Además, con anterioridad, había sentenciado a un joven falangista a una larga condena por el asesinato de un vendedor de periódicos de ideología socialista. El propio magistrado manifestó haber sido amenazado de muerte desde entonces por «elementos fascistas».
Pedregal murió víctima de un atentado terrorista el 13 de abril de 1936, cuando se desplazaba por el Paseo de Luchana, esquina a la calle Covarrubias, de Madrid. El magistrado dejaba mujer e hijas. Pocos días antes de su asesinato, había sido ascendido a presidente de la Sección primera de la Audiencia de Madrid. El diario madrileño Ahora destacaba que Pedregal «no se hallaba afiliado a ningún partido ni se había significado jamás por sus opiniones en el orden político».

## Reconocimientos
En Grado (Asturias) se dio el nombre del magistrado al parque Manuel Pedregal.